# Parerupa flavirufalis
Parerupa flavirufalis là một loài bướm đêm trong họ Crambidae.